# Gołomiannyj
Gołomiannyj (ros. Голомянный) – jedna z wysp Archipelagu Siedowa, będący częścią Ziemi Północnej w Rosji, Kraj Krasnojarski. Wyspa znajduje się na Morzu Karskim.

## Geografia
Najwyższy punkt wyspy znajduje się na wysokości 26 m n.p.m., punkt ten znajduje się w południowo-wschodniej części wyspy. Długość wyspy wynosi ok. 6 km, a szerokość od 1–2 km. Wyspa jest niezamieszkana.
Powierzchnia wyspy jest płaskowyżem poprzecinanym płytkimi nizinami. Wybrzeże jest w większości strome, do 12 metrów. W części zachodniej, łagodnie opadające.

## Flora
Na wyspie występują porosty i mchy, a także Papaver radicatum (mak polarny) i skalnica.

## Klimat
Od 1954 roku na wyspie funkcjonuje stacja polarna. Najniższą bezwzględną minimalną temperaturę na wyspie zmierzono w marcu 1969 roku i wynosiła -50,7 °C. Średnia długookresowa wilgotność względna powietrza wynosi 88%. W ciągu roku występuje 247 mm opadów atmosferycznych. Wyspa ma pokrywę śnieżną średnio przez 299 dni w roku.